# Marcos Assunção
Pour les articles homonymes, voir Assunção.
Marcos dos Santos Assunção est un footballeur international brésilien né le 25 juillet 1976 à Caieiras qui joue pour le Figueirense FC. Il évolue au poste de milieu de terrain et est reconnu comme étant l'un des meilleurs tireurs de coups francs du monde. Il est surtout connu pour son passage au Real Betis Balompié. Marcos Assunçao a déjà évolué dans cinq pays différents. Ses cousins ne sont autres que Marcos Senna et Márcio Senna.

## Biographie
Marcos Assunção commence sa carrière au Rio Branco Esporte Clube, au Brésil. Après être passé par Santos puis Flamengo, c'est à l'appel du vieux continent qu'il répond en rejoignant l'AS Roma en 1999.
Il rejoint l'Espagne pour le Betis Séville en 2002 où il inscrit une vingtaine de buts, souvent sur coups francs. C'est la même année que son cousin, Marcos Senna arrive en Espagne.
Depuis l'été 2006, Marcos Assunção est devenu citoyen espagnol grâce au temps passé dans ce pays. Comme il le dit lui-même, le meilleur club où il a évolué est et restera la Roma avec Totti, Montella, Batistuta & co avec lesquels il aura remporté la serie A en 2001 (le meilleur championnat à cette époque).
En août 2007, il résilie son contrat qui le liait au Betis Séville.
En septembre 2009, il rentre au Brésil pour jouer au Grêmio Barueri.

## Carrière
- 1993-1996 : Rio Branco EC  Brésil
- 1996-1997 : Santos FC  Brésil
- 1998-1999 : CR Flamengo  Brésil
- 1999-2002 : AS Rome  Italie
- 2002-2007 : Betis Séville  Espagne
- 2007-2008 : Al Ahly Dubaï  Émirats arabes unis
- 2008-2009 : Al Shabab Riyad  Arabie saoudite
- 2009-2010 : Barueri  Brésil
- 2010-2011 : Sociedade Esportiva Palmeiras  Brésil[2],[3]

## Palmarès

### En club
- Champion d'Italie en 2001 avec l'AS Rome
- Vainqueur de la Supercoupe d'Italie en 2001 avec l'AS Rome
- Vainqueur de la Coupe d'Espagne en 2005 avec le Betis Séville

### En équipe nationale
- Première sélection internationale le 8 février 1998 contre le  Salvador
- Troisième place lors de la Gold Cup 1998